# Michael Beale
Michael Beale (Bromley, Reino Unido, 4 de septiembre de 1980) es un exfutbolista y entrenador inglés que jugaba en la posición de delantero. Actualmente sin club.
Beale jugó al fútbol cuando era joven, pero se retiró a los 21 años y se convirtió en entrenador. Trabajó para el Chelsea, Liverpool y São Paulo. Después de trabajar como asistente técnico con Steven Gerrard en Rangers y Aston Villa, se convirtió en entrenador del Queens Park Rangers en junio de 2022. Dejó al club inglés después de cinco meses para convertirse en entrenador del Rangers, pero fue despedido de ese cargo en octubre de 2023.

## Carrera como jugador
La carrera como jugador de Beale comenzó en el Charlton Athletic y, tras ser liberado por el club inglés, tuvo breves pruebas en el FC Twente de Holanda y en clubes de Estados Unidos, antes de poner fin a sus días como jugador a la edad de 21 años.

## Carrera como entrenador

### Queens Park Rangers
El 1 de junio de 2022, Beale fue nombrado entrenador del Queens Park Rangers.Tuvo un comienzo irregular en el Championship, luego de ganar solo uno de sus primeros cinco partidos. Más tarde, logró una magnífica racha de forma, ganando ocho de sus siguientes once partidos de liga, lo que los llevó a lo más alto de la tabla. Sin embargo, se demostró que esta forma era temporal, ya que perdieron cuatro de sus siguientes cinco partidos. El 28 de noviembre, anunció su salida del club inglés, ya que recibió una oferta para dirigir al Rangers.

### Rangers
En noviembre de 2022, fue presentado como nuevo entrenador del Rangers tras la salida de Giovanni van Bronckhorst.Tuvo un comienzo exitoso al ganar sus primeros cuatro partidos a cargo, después de lo cual fue nombrado entrenador del mes de diciembre de la Premiership escocesa.Dos derrotas en Hampden ante el Celtic significaron que el club escocés terminara la temporada 2022-23 sin títulos.
Fue despedido el 1 de octubre de 2023, tras una tercera derrota en los primeros siete partidos de liga de la temporada 2023-24.

### Sunderland
El 18 de diciembre de 2023, fue confirmado como entrenador del Sunderland y firmó un contrato hasta junio de 2026.El 19 de enero de 2024, el equipo perdió ante Hull City, marcando una tercera derrota consecutiva y la cuarta derrota en sus primeros siete partidos.Estos resultados despertaron las críticas generalizadas por parte de los simpatizantes del club, que pedían su despido.Finalmente, el 19 de febrero fue relevado de sus funciones luego de dirigir solamente 12 encuentros.

## Clubes

### Como jugador
| Club              | País         | Año       |
| ----------------- | ------------ | --------- |
| Charlton Athletic | Inglaterra   | 1997-2001 |
| Twente            | Países Bajos | 2001      |

### Como entrenador
| Club                | País       | Año       |
| ------------------- | ---------- | --------- |
| Queens Park Rangers | Inglaterra | 2022      |
| Rangers             | Escocia    | 2022-2023 |
| Sunderland          | Inglaterra | 2023-2024 |

## Estadísticas como entrenador
| Equipo                         | Div.                | Temporada           | Liga | Liga | Liga | Liga | Liga |    | Copa | Copa | Copa | Copa |   | Internacional | Internacional | Internacional | Internacional | Internacional |   | Otros | Otros | Otros | Otros |    | Totales     | Totales | Totales | Totales | Totales | Totales | Totales | Totales |
| Equipo                         | Div.                | Temporada           | PD   | G    | E    | P    | Pos. | PD | G    | E    | P    | PD   | G | E             | P             | Pos.          | PD            | G             | E | P     | PD    | G     | E     | P  | Rendimiento | GF      | GC      | Dif.    |         |         |         |         |
| ------------------------------ | ------------------- | ------------------- | ---- | ---- | ---- | ---- | ---- | -- | ---- | ---- | ---- | ---- | - | ------------- | ------------- | ------------- | ------------- | ------------- | - | ----- | ----- | ----- | ----- | -- | ----------- | ------- | ------- | ------- | ------- | ------- | ------- | ------- |
| Queens Park Rangers Inglaterra | 2.ª                 | 2022-23             | 21   | 9    | 4    | 8    | Inc. | 1  | 0    | 1    | 0    | -    | - | -             | -             | -             | -             | -             | - | -     | 22    | 9     | 5     | 8  | 48.49%      | 27      | 25      | +2      |         |         |         |         |
| Queens Park Rangers Inglaterra | Total               | Total               | 21   | 9    | 4    | 8    | -    | 1  | 0    | 1    | 0    | -    | - | -             | -             | -             | -             | -             | - | -     | 22    | 9     | 5     | 8  | 48.49%      | 27      | 25      | +2      |         |         |         |         |
| Rangers Escocia                | 1.ª                 | 2022-23             | 23   | 19   | 2    | 2    | 2.º  | 6  | 4    | 0    | 2    | -    | - | -             | -             | -             | -             | -             | - | -     | 29    | 23    | 2     | 4  | 81.61%      | 69      | 29      | +40     |         |         |         |         |
| Rangers Escocia                | 1.ª                 | 2023-24             | 7    | 4    | 0    | 3    | Inc. | 2  | 2    | 0    | 0    | 5    | 2 | 2             | 1             | Inc.          | -             | -             | - | -     | 14    | 8     | 2     | 4  | 57.14%      | 23      | 15      | +8      |         |         |         |         |
| Rangers Escocia                | Total               | Total               | 30   | 23   | 2    | 5    | -    | 8  | 6    | 0    | 2    | 5    | 2 | 2             | 1             | -             | -             | -             | - | -     | 43    | 31    | 4     | 8  | 75.19%      | 92      | 44      | +48     |         |         |         |         |
| Sunderland Inglaterra          | 2.ª                 | 2023-24             | 11   | 4    | 2    | 5    | Inc. | 1  | 0    | 0    | 1    | -    | - | -             | -             | -             | -             | -             | - | -     | 12    | 4     | 2     | 6  | 38.89%      | 13      | 16      | -3      |         |         |         |         |
| Sunderland Inglaterra          | Total               | Total               | 11   | 4    | 2    | 5    | -    | 1  | 0    | 0    | 1    | -    | - | -             | -             | -             | -             | -             | - | -     | 12    | 4     | 2     | 6  | 38.89%      | 13      | 16      | -3      |         |         |         |         |
| Total en su carrera            | Total en su carrera | Total en su carrera | 62   | 36   | 8    | 18   | -    | 10 | 6    | 1    | 3    | 5    | 2 | 2             | 1             | -             | -             | -             | - | -     | 77    | 44    | 11    | 22 | 61.9%       | 132     | 85      | +47     |         |         |         |         |
| 1. 2.                          |                     |                     |      |      |      |      |      |    |      |      |      |      |   |               |               |               |               |               |   |       |       |       |       |    |             |         |         |         |         |         |         |         |

### Resumen por competiciones
| Competición                  | Partidos | Ganados | Empatados | Perdidos | Efectividad % |
| ---------------------------- | -------- | ------- | --------- | -------- | ------------- |
| EFL Championship             | 32       | 13      | 6         | 13       | 46.88%        |
| FA Cup                       | 1        | 0       | 0         | 1        | 0%            |
| EFL Cup                      | 1        | 0       | 1         | 0        | 33.33%        |
| Scottish Premiership         | 30       | 23      | 2         | 5        | 78.89%        |
| Copa de Escocia              | 4        | 3       | 0         | 1        | 75%           |
| Copa de la Liga de Escocia   | 4        | 3       | 0         | 1        | 75%           |
| Liga de Campeones de la UEFA | 4        | 1       | 2         | 1        | 41.67%        |
| Liga Europea de la UEFA      | 1        | 1       | 0         | 0        | 100%          |
| TOTAL                        | 77       | 44      | 11        | 22       | 61.9%         |